# Ação Libertadora Nacional
L'Action de libération nationale (ALN, portugais : Ação Libertadora Nacional) est un groupe armé révolutionnaire brésilien qui lutta contre la dictature à partir de la fin des années 1960.

## Historique
L'histoire de l'Action de libération nationale commence en 1967 avec Carlos Marighella, lorsqu'il fut expulsé du PCB (Parti communiste du Brésil)  pour avoir participé à la conférence d'OLAS (Organisation Latino-américaine de Solidarité) à La Havane. Cette réunion avait pour but d'organiser un plan de révolution à l'échelle continentale.
Marighella propose une action radicale et immédiate contre la dictature militaire en place au Brésil depuis le putsch de 1964. En d'autres termes, il défend la lutte armée et la guérilla comme moyen d'action politique.
C'est à cette époque qu'il rédige le Mini-manuel de la guérilla urbaine.
Un certain nombre de personnes voulant passer à une action radicale quittent le PCB et rejoignent Marighella. Ils forment ainsi le Regroupement communiste de São Paulo (Agrupamento Comunista de São Paulo). Dès 1968 ils changent de nom pour : Action de Libération Nationale, nom qui exprime ainsi l'idée de Libération nationale, formulée dans ses textes par Marighella, leader et idéologue du mouvement.
Dès lors ils mettent en place un certain nombre d'actions telles que des attaques de banques, des expropriations de véhicules, etc. Les bénéfices de tous ces actes servent au mouvement afin qu'il s'organise face au gouvernement militaire.
La première ligne de l'ALN est essentiellement constituée d'étudiants.
Ils participent à plusieurs enlèvements de membres de l'appareil étatique.
On peut citer notamment une de leurs actions les plus importantes qu'ils mènent en coordination avec le mouvement armé révolutionnaire basé sur Rio de Janeiro, le MR-8. 
En 1969, ils enlèvent l'ambassadeur américain au Brésil, Charles Burke Ellbrick. Les deux groupes écrivent alors un manifeste dans lequel ils justifient leurs actes, affirment la mise en place d'une résistance à la dictature et demandent la libération de prisonniers politiques ainsi que la publication du texte dans les journaux.
Peu après, ils orchestrent l'enlèvement de l'ambassadeur allemand Ehrefried Von Holleben.
Cette action permit la libération de 40 militants emprisonnés ainsi que, tout comme celle précédemment citée, la diffusion du sigle de l'ALN et de l'idée de la lutte armée.
Marighella fut assassiné dans une embuscade montée par le commissaire Sergio Fleury, responsable des escadrons de la mort, le 4 novembre 1969, à São Paulo.
Son successeur à la tête de l'ALN sera le journaliste ex-membre du PCB Joaquim Camara Ferreira.
Il sera lui-même abattu en octobre 1970 après avoir été dénoncé par José Tavares da Silva, dit "Severino", ancien membre de l'ALN retourné par l'armée.
Cette même année, alors que le mouvement subit de lourdes pertes, il connaît une scission en son sein. La tendance léniniste du noyau dur fonde le MOLIPO (Mouvement de libération populaire).
Essentiellement, cette dissidence est composée de ceux qui reviennent de Cuba, et qui y ont effectué des entraînements de guérilla urbaine.
La plupart des membres de l'ALN et du MOLIPO sont arrêtés, torturés et tués entre 1970 et 1974.
L'enquête Brasil: Tortura Nunca Mais a relevé 76 procès concernant environ un millier des membres de l'ALN.
Tous les membres de l'ALN victimes d'exactions s'ajoutent à la somme des victimes de la répression mise en place dans toute l'Amérique latine par l'opération Condor.